# Трьохріч'є (Кірово-Чепецький район)
Трьохрі́ч'є (рос. Трёхречье) — село у складі Кірово-Чепецького району Кіровської області, Росія. Входить до складу Пасеговського сільського поселення.

## Населення
Населення становить 14 осіб (2010, 11 у 2002).
Національний склад станом на 2002 рік — росіяни 100 %.

## Історія
Присілок Рушмаки-І існував на лівому березі річки Шиям з 18 століття. На правому березі річки існував присілок Рушмаки-ІІ (сучасний присілок Ларюшинці), який мав каплицю Косми й Даміана. Поряд знаходився присілок Лопужани, який був ліквідований 1974 року. У 1902-1903 роках у селі збудували дерев'яну церкву Косми й Деміана, а 1916 року за проектом І. А. Чарушина тут була збудована кам'яна церква. 1906 року при церкві була відкрита церковно-парафіяльна школа, а сусідньому присілку Кучумовщині — земська школа. За даними 1926 року населені пункти відносяться до складу Вятської волості: село Рушмаки 1-ші (41 особа), присілок Рушмаки 2-гі (50 осіб), село Триріч'є (26 осіб), присілок Лопужани (81 особа). Пізніше села Рушмаки 1-ші та Трирічьє були об'єднані в сучасне село. 1961 року церква була закрита, будівля використовувалась під шкільний спортзал та склад мінеральних добрив.